# Bożena Ostrowska
Bożena Ostrowska (ur. 1960) – polska doktor habilitowana nauk kultury fizycznej, specjalizująca się w fizjoterapii; nauczycielka akademicka związana z uczelniami we Wrocławiu i Jeleniej Górze.

## Życiorys
Urodziła się w 1960 roku. Po ukończeniu kolejno szkoły podstawowej o średniej oraz pomyślnie zdanym egzaminie maturalnym podjęła studia na kierunku rehabilitacja ruchowa na Akademii Wychowania Fizycznego we Wrocławiu, zakończone w 1985 roku magisterium.
Bezpośrednio po zakończeniu studiów podjęła pracę zawodową w swojej macierzystej uczelni w Zakładzie Kinezyterapii Instytutu Rehabilitacji Ruchowej, gdzie przeszła przez wszystkie szczeble kariery zawodowej od asystenta stażysty przez adiunkta po profesora nadzwyczajnego w 2012 roku. Stopień naukowy doktora nauk o kulturze fizycznej w zakresie kultury fizycznej uzyskała w 1994 roku na podstawie pracy pt. Sposób utrzymywania równowagi u osób z upośledzonym narządem ruchu, której promotorem był prof. Marian Golema. W 2010 roku Rada Wydziału Wychowania Fizycznego Akademii Wychowania Fizycznego we Wrocławiu nadała jej tytuł naukowy doktora habilitowanegoy nauk o kulturze fizycznej w zakresie kultury fizycznej na podstawie rozprawy nt. Charakterystyka stabilności postawy ciała kobiet z osteopenią i osteoporozą.
Na wrocławskiej akademii pełniła między innym funkcje: członka wydziałowej Komisji Dydaktyki, opiekuna roku, opiekuna dydaktycznego praktyk studenckich, współorganizatora „Dni Fizjoterapii” i „Festiwalu Nauki” wrocławskiego środowiska akademickiego. W 2012 roku objęła stanowisko prodziekana Wydziału Fizjoterapii AWF we Wrocławiu. Aktualnie współpracuje z Karkonoską Państwową Szkołą Wyższą w Jeleniej Górze, gdzie jest profesorem i opiekunem naukowym seminarzystów na kierunku Fizjoterapii na Wydziale Przyrodniczym.

## Dorobek naukowy
Główne kierunki działalności naukowej Bożeny Ostrowskiej koncentrują się wokół problemów badawczych dotyczących zaburzeń stabilności postawy ciała w schorzeniach układu ruchu oraz diagnostyki funkcjonalnej, oceny jakości życia oraz skuteczności metod fizjoterapii w przywracaniu zdrowia i łagodzeniu skutków choroby. Jest autorem lub współautorem kilkudziesięciu prac oryginalnych, monografii, a także podręcznika akademickiego.
Należy do aktywnych członków Polskiego Towarzystwa Gerontologicznego, Polskiego Towarzystwa Fizjoterapii i International Association of Sport Kinetics.